# Henryk Skarżyński (lekarz)
Henryk Skarżyński (ur. 3 stycznia 1954 w Rosochatem Kościelnem) – polski lekarz otochirurg i otolog – specjalista w dziedzinach medycyny: otorynolaryngologii, audiologii i foniatrii, twórca i dyrektor Instytutu Fizjologii i Patologii Słuchu oraz Światowego Centrum Słuchu w Kajetanach. Od roku 2011 Konsultant Krajowy w dziedzinie Otorynolaryngologii. Kawaler Orderu Orła Białego.

## Życiorys
Jako pierwszy w Polsce i Europie Środkowo-Wschodniej dokonał w 1992 roku operacji wszczepienia implantu ślimakowego przywracając słuch osobie głuchej i uruchomił stały program stosowania implantów słuchowych.
Jako pierwszy na świecie wykonał 12 lipca 2002 stworzoną przez siebie metodą PDCI (z ang. partial deafness cochlear implantation) operację wszczepienia implantu ślimakowego w częściowej głuchocie (PDT, z ang. partial deafness treatment) u osoby dorosłej, a następnie w roku 2004 u pierwszego w świecie dziecka, dając szansę na zdecydowaną poprawę jakości życia u tych chorych.
Jest autorem i współautorem ponad 4536 prac naukowych (w tym ponad 300 z listy filadelfijskiej i 297 indeksowanych przez Medline) oraz około 3900 wystąpień naukowych, promotorem ponad 31 prac doktorskich i opiekunem 12 rozpraw habilitacyjnych oraz członkiem towarzystw naukowych o zasięgu światowym w obszarze medycyny dotyczącym otorynolaryngologii, audiologii, foniatrii i rehabilitacji.
W 2020 r. został członkiem korespondentem PAN.

## Kariera naukowa i kliniczna
Kariera naukowa:
- 1979 – lekarz, absolwent Wydziału Lekarskiego Akademii Medycznej w Warszawie[13]
- 1982 – specjalizacja I stopnia z otolaryngologii
- 1983 – dr nauk medycznych
- 1986 – specjalizacja II stopnia z otolarynoglogii
- 1989 – dr habilitowany
- 1993 – profesor nadzwyczajny Akademii Medycznej w Warszawie
- 1995 – profesor nauk medycznych[13]
- 1998 – profesor honorowy Brigham Young University w Provo UT (USA)
- 2009 – specjalizacja II stopnia z audiologii i foniatrii
- 2011 – dr honoris causa Akademii Pedagogiki Specjalnej im. Marii Grzegorzewskiej w Warszawie[14]
- 2012 – dr honoris causa Uniwersytetu Warszawskiego[15]
- 2012 – profesor nadzwyczajny State Medical and Pharmaceutical University Nicolae Testemitanu, Mołdawia
- 2014 – dr honoris causa Uniwersytetu Marii Curie-Skłodowskiej w Lublinie[16]
- 2016 – specjalizacja z otorynolaryngologii dziecięcej[17]
- 2022 – dr honoris causa Uniwersytetu Kardynała Stefana Wyszyńskiego w Warszawie[18]

## Główne osiągnięcia naukowe, kliniczne i wdrożeniowe

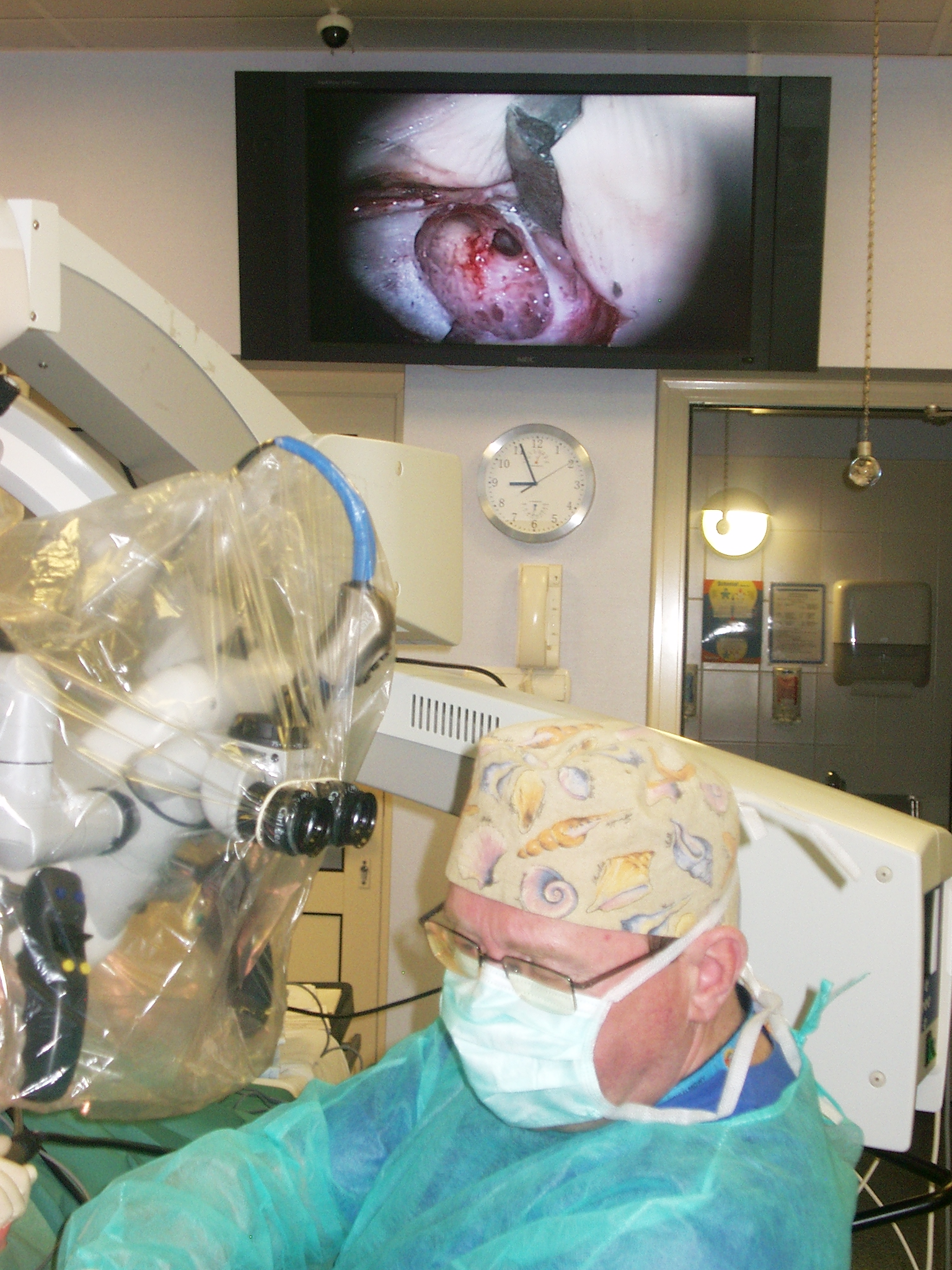
Henryk Skarżyński podczas operacji wszczepienia implantu ślimakowego (PDCI) w Kajetanach (2010)

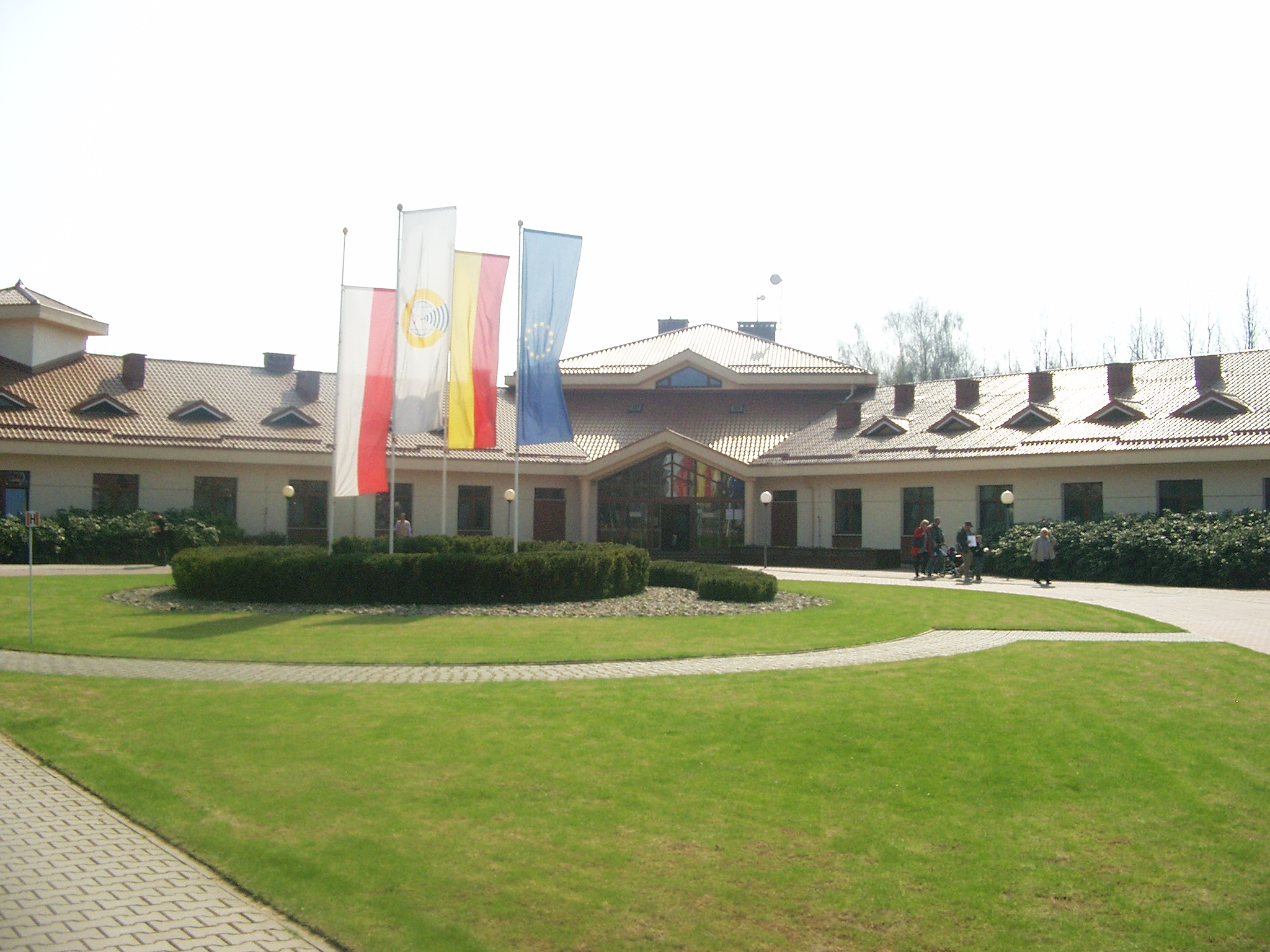
Światowe Centrum Słuchu w Kajetanach (2010)

Główne osiągnięcia naukowe, kliniczne i wdrożeniowe:
- 1991 – rozpoczęcie w Polsce programu leczenia całkowitej głuchoty za pomocą implantów ślimakowych,
- 1992 – pierwsza w Polsce operacja wszczepienia implantu ślimakowego osobie niesłyszącej,
- 1992 – wdrożenie w Polsce programu leczenia całkowitej głuchoty za pomocą implantów ślimakowych,
- 1993 – opracowanie, w języku polskim, programu rehabilitacji słuchu po wszczepieniu implantu ślimakowego,
- 1994 – organizacja i realizacja Programu Opieki nad Osobami z Uszkodzeniami Słuchu w Polsce,
- 1994 – organizacja programu wczesnego aparatownia małych dzieci (od 2 roku życia) z wadami słuchu,
- 1995 – wprowadzenie do medycyny krajowej nowych materiałów – jonomerów szklanych do chirurgii rekonstrukcyjnej ucha,
- 1998 – wdrożenie w Polsce programu leczenia całkowitej głuchoty i zmian nowotworowych za pomocą implantów wszczepianych do pnia mózgu,
- 1995–1998 – rozpoczęcie w Polsce powszechnych przesiewowych badań słuchu u noworodków i niemowląt – opracowane procedury postępowania dla Ministerstwa Zdrowia,
- 1997 – opracowanie „skali Skarżyńskiego” dla potrzeb oceny wad wrodzonych ucha zewnętrznego,
- 1997 – wdrożenie w Polsce nowego programu leczenia wad wrodzonych uszu i nowej klasyfikacji efektów – klasyfikacja Skarżyńskiego,
- 1998 – wdrożenie w Polsce programu leczenia całkowitej głuchoty i zmian nowotworowych za pomocą implantów wszczepianych do pnia mózgu,
- 1998 – wdrożenie w Polsce programu wczesnego wykrywania uszkodzeń słuchu u noworodków i niemowląt,
- 1999 – oryginalny w skali światowej program powszechnych badań słuchu, mowy i wzroku przez internet.
- 1999–2003 – opracowanie oryginalnych w skali światowej programów z zakresu telemedycyny „Słyszę...”, „Mówię...”, „Widzę...”, „Tinnitus” oraz narzędzi i aparatury do diagnostyki i terapii zaburzeń słuchu, głosu i mowy,
- 2000 – współautor oryginalnego w skali światowej programu powszechnych badań słuchu, mowy i wzroku przez internet i pierwszych na dużą skalę badań epidemiologicznych,
- 2000 – współautor pierwszych świecie badań słuchu, wzroku i mowy prowadzonych przez internet,
- 2000 – przedstawienie wyników 3-letnich obserwacji zachowania resztek słuchowych u dzieci i dorosłych (Antwerpia – ESPCI, Berlin – EUFOS),
- 2001 – rozpoczęcie nowych form telelmedycyny – telekonsultacje,
- 2001 – opracowanie nowych, oryginalnych sposobów chirurgii rekonstrukcyjnej ucha środkowego z zastosowaniem materiałów alloplastycznych (jonomery szklane),
- 2002 – opracowanie nowych narzędzi diagnostycznych – audiometr Kuba Mikro,
- 2002 – opracowanie i wdrożenie programu leczenia częściowej głuchoty u dorosłych (PDT – Partial Deafness Treatment) metodą 6 kroków Skarżyńskiego z wykorzystaniem drogi przez okienko okrągłe,
- 2002 – 12 lipca pierwsza w świecie operacja wszczepienia implantu ślimakowego u dorosłego pacjenta z częściową głuchotą (jako elektryczne dopełnienie normalnego słuchu na niskich częstotliwościach (PDT–EC)),
- 2003 – pierwsza w Polsce operacja wszczepienia implantu ucha środkowego typu Vibrant Soundbridge (VSB)[19],
- 2004 – opracowanie nowego programu telemedycznego: Domowa Klinika Rehabilitacji,
- 2004 – opracowanie i wdrożenie, po raz pierwszy na świecie, metody leczenia częściowej głuchoty u dzieci jako elektrycznego dopełnienia normalnego słuchu,
- 2004 – 27 września – pierwsza na świecie operacja dziecko z częściową głuchotą (PDT–EC)
- 2005 – współautor pierwszego połączenia implantu i aparatu słuchowego w jednym uchu (Duet),
- 2005–2006 – opracowanie i wdrożenie programu leczenia częściowej głuchoty za pomocą implantu ślimakowego – PDCI u dzieci i dorosłych
- 2005 – opracowanie nowego urządzenia do powszechnych badań przesiewowych słuchu – Audiometr S
- 2005–2006 – opracowanie metody maskowania ultradźwiękowego szumów usznych
- 2005–2006 – opracowanie miniaturowego audiometru skriningowego o nazwie Kuba Mikro AS
- 2005–2006 – opracowanie bezkontaktowego aparatu słuchowego dla niemowląt,
- 2006 – opracowanie i wdrożenie nowej metody z zastosowaniem bezpośredniej stymulacji okienka okrągłego przez implant ucha środkowego typu Vibrant
- 2008 – kierownik zespołu, który dokonał pierwszego w świecie wszczepienia implantu słuchowego po obu stronach pnia mózgu,
- 2008 – opracowanie nowej w skali światowej metody leczenia ubytków słuchu przez bezpośrednią stymulację błony okienka okrągłego przy pomocy implantów ucha środkowego,
- 2008 – opracowanie pierwszego w świecie systemu stałego, zdalnego nadzoru nad działaniem i możliwością ustawiania implantu ślimakowego u pacjentów przez internet – telefitting,
- 2009 – wdrożenie, po raz pierwszy w świecie, nowej elektrody (Cochlear – SFA/CI–422 zaprojektowanej przez Skarżyńskiego)
- 2009 – współautor opracowania pierwszego w świecie urządzenia Platforma Badań Zmysłów do oceny uszkodzeń słuchu, mowy i wzroku w nadaniach przesiewowych
- 2009 – opracowanie systemu SPS–S do stymulacji percepcji sensorycznej (metoda Skarżyńskiego)
- 2009 – prezentacja nowej elektrody SRA i pierwsze w świecie pokazowe wszczepienie podczas Kongresu Europejskiego; pierwsze w Polsce zastosowanie systemu aparatu i implantu typu Hybryd,
- 2009 – prezentacja nowej koncepcji leczenia częściowej głuchoty (Partial Deafness Treatment),
- 2010 – przedstawienie pierwszej na świecie skali PDT Skarżyńskiego,
- 2010 – opracowanie i wdrożenie nowej klasyfikacji uszkodzeń słuchu i leczenia niedosłuchów różnego typu przy wykorzystaniu stymulacji elektrycznej i akustycznej,
- 2010 – organizacja i uruchomienie pierwszej na świecie Krajowej Sieci Teleaudiologii[20]
- 2011 – opracowanie programu powszechnych badań pod kątem wczesnego wykrywania wad słuchu i mowy u dzieci w wieku szkolnym
- 2011– opracowanie i wdrożenie metod obrazowania funkcjonalnego i elektrofizjologicznych w badaniach słuchu pacjentów z częściową głuchotą,
- 2011 – zainicjowanie i doprowadzenie do przyjęcia Europejskiego Konsensusu Naukowego pn. „Badania przesiewowe słuchu, wzroku i mowy u dzieci w wieku przedszkolnym i szkolnym” oraz Europejskiego Konsensusu Naukowego pn. „Badania przesiewowe słuchu u dzieci w wieku przedszkolnym i szkolnym”
- 2011 – koordynacja działań w zakresie „Wyrównywania szans dzieci z zaburzeniami komunikacyjnymi w krajach europejskich” – zagadnienia włączonego do priorytetu prezydencji Polski w Radzie UE w obszarze zdrowia publicznego, w wyniku którego 2 grudnia 2011 przyjęta została w Brukseli Konkluzja Rady UE nt. „Wczesnego wykrywania i leczenia zaburzeń komunikacyjnych u dzieci, z uwzględnieniem zastosowania narzędzi e-zdrowia i innowacyjnych rozwiązań”,
- 2011–2012 – opublikowanie i przedstawienie na kongresach kontynentalnych w Europie, Azji, Ameryce Płn. i Pd., Australii i Nowej Zelandii, najnowszej kompleksowej metody leczenia częściowej głuchoty i pierwszej w świecie klasyfikacji PDT,
- 2012 – wdrożenie najnowszego systemu implantu ucha środkowego CODACS (jeden z 5 pierwszych ośrodków na świecie)[21]
- 2012 – pierwsza w Polsce operacja wszczepienia pionierskiego implantu słuchowego typu BONEBRIDGE, początek programu leczenia wad wrodzonych ucha zewnętrznego[22],
- 2012 – pierwsza ocena drogi słuchowej w częściowej głuchocie z wykorzystaniem metody fMRI,
- 2012 – opracowanie nowej klasyfikacji częściowej głuchoty
- 2013 – pierwsze w Europie Środkowo – Wschodniej wszczepienie implantu słuchowego Baha® 4 Attract System[23]
- 2014 – pierwsze w Polsce wszczepienie Implantu ucha środkowego typu MET®[24]
- 2015 – pierwsze w Polsce wszczepienie nowej generacji implantu ślimakowego typu Synchrony, pozwalającego na wykonywanie badań MRI, a następnie na śledzenie zmian zachodzących w mózgu po podaniu bodźca akustycznego oraz elektrycznego[25][26]

W latach 1996–2012 autor i współautor ponad 100 różnych, nowych procedur klinicznych.

## Główne osiągnięcia organizacyjne
Główne osiągnięcia organizacyjne:
- 1993 – opracowanie programu działania i utworzenie Ośrodka Diagnostyczno-Leczniczo-Rehabilitacyjnego dla Osób Niesłyszących i Niedosłyszących „Cochlear Center”[27]
- 1996 – opracowanie programu, organizacja zespołu i uruchomienie resortowego Instytutu Fizjologii i Patologii Słuchu
- 2003 – budowa i organizacja Międzynarodowego Centrum Słuchu i Mowy IFPS[1]
- od 2005 – organizator cyklu międzynarodowych warsztatów z operacjami pokazowymi Window Approach Workshop[28]
- 2009 – prezydent IX Europejskiej Konferencji ESPCI w Warszawie[29]
- 2009 – budowa i organizacja zaplecza Naukowego Centrum Obrazowania Biomedycznego[30]
- 2011 – prezydent X Europejskiego Kongresu EFAS[31]
- 2012 – budowa i organizacja Światowego Centrum Słuchu w Kajetanach pod Warszawą
- 2015 – inicjator i organizator Międzynarodowego Festiwalu Muzycznego Dzieci, Młodzieży i Dorosłych z Zaburzeniami Słuchu „Ślimakowe Rytmy” (9 edycji do 2023 r.)[32]
- 2016  – inicjator i organizator Wielospecjalistycznego Programu Przeciwdziałania Chorobom Cywilizacyjnym i Wsparcia Zdrowia Polaków „Po Pierwsze Zdrowie”[33]
- 2017 – organizator 1st World Tinnitus Congress (WTC) w Warszawie[34]
- 2019 – organizator i prezydent 32nd Politzer Society Meeting i 2nd World Congress of Otology w Warszawie[35]
- 2019 – inicjator i organizator Kongresu „Zdrowie Polaków” w Warszawie (5 edycji do 2023 r.)[36]
- 2021 – inicjator i organizator cyklu konferencji naukowo-szkoleniowych „Nauka dla Społeczeństwa” (9 edycji do 2023 r.)[37]
- 2022 – organizator XXXV World Congress of Audiology (WCA) w Warszawie[38]
- 2023 – inicjator i organizator Kongresu „Nauka dla Społeczeństwa” (2 edycje do 2024 r.)[39]

Z tytułu wynalazczości otrzymał kilkadziesiąt złotych i srebrnych medali oraz wyróżnień specjalnych na światowych salonach wynalazczości w Brukseli, Paryżu, Genewie, Waszyngtonie, Norymberdze, Seulu, Kuala Lumpur, Tajwanie, Sewastopolu, Moskwie i Casablance.
Jest autorem i współautorem 14 patentów na urządzenia i metody związane z techniką medyczną. Większość wynalazków zdobyła znaczące nagrody międzynarodowe. Systemy i urządzenia do badań przesiewowych słuchu, wzroku i mowy oraz urządzenie do korekcji wad wymowy, których jest współtwórcą, uzyskały szereg złotych medali i wyróżnień na światowych salonach wynalazczości w Brukseli, Genewie, Paryżu, Norymberdze, Waszyngtonie i innych miejscach na świecie. Ponadto jest współautorem kilkudziesięciu urządzeń, procedur i metod stosowanych w praktyce klinicznej, z których kilka jest przygotowanych jako zgłoszenia patentowe.

## Ordery i odznaczenia
- 2024 – Order Orła Białego[42][4]
- 2012 – Krzyż Komandorski Orderu Odrodzenia Polski[43][44]
- 2005 – Krzyż Oficerski Orderu Odrodzenia Polski[45]
- 2000 – Krzyż Kawalerski Orderu Odrodzenia Polski[46]
- 1977 – Brązowy Krzyż Zasługi
- 2018 – Medal Stulecia Odzyskanej Niepodległości[47]
- 2023 – Złoty Medal „Zasłużony dla Nauki Polskiej Sapientia et Veritas”[48]=
- 2023 – Medal „Powstanie w Getcie Warszawskim”[49][50]
- 2012 – Medal im. Mikołaja Kopernika PAN
- 2012 – Medal Politechniki Warszawskiej[51]
- 2004 – Medal „Gloria Medicinae” przyznany przez Polskie Towarzystwo Lekarskie
- 2011 – Medal im. Jana Heweliusza nadany przez Politechnikę Gdańską
- 2011 – Medal im. dr Tytusa Chałubińskiego[52]
- 2022 – Medal im. Przemysława Wiktora Odrowąża-Pieniążka[53]
- 2013 – Medal im. prof. Jana Nielubowicza Okręgowej Rady Lekarskiej w Warszawie
- 2011 – Medal „Za zasługi dla Uniwersytetu Muzycznego Fryderyka Chopina”
- 2011 – Order Ecce Homo
- 2013 – Order Uśmiechu[54]
- 2016 – Odznaczenie „Za zasługi dla Archidiecezji Warszawskiej”[55][56]
- 2009 – Złota odznaka honorowa „Za zasługi dla ochrony zdrowia”
- 2009 – Odznaka Honorowa „Bene Merito”
- 2016 – Odznaka Honorowa za Zasługi dla Ochrony Praw Dziecka
- 2023 – Odznaka honorowa „Za Zasługi dla Ochrony Praw Człowieka”[57]
- 2019 – Odznaka honorowa „Za Zasługi dla Wynalazczości”[58]
- 2010 – Order „Za Zasługi” III klasy (Ukraina)
- 2008 – Krzyż Oficerski Labor Improdus Omnia Vincit (Belgia)
- 2005 – Krzyż Kawalerski Merite de I’Invention (Belgia)
- 2013 – Krzyż Pro Ecclesia et Pontifice[59] (Watykan)

## Nagrody i wyróżnienia
- 1978 – „Srebrny Eskulap” w konkursie studenckim „Primus Inter Pares”
- 1983–2000 – Nagroda Rektora Akademii Medycznej w Warszawie (czterokrotnie)
- 1983 – Nagroda Naukowa Zarządu Głównego Polskiego Towarzystwa Otolaryngologów Chirurgów Głowy i Szyi im. prof. Jana Miodońskiego
- 1985 – Nagroda w Ogólnopolskim Konkursie Naukowym im. Tytusa Chałubińskiego
- 1993 – Nagroda Polskiego Klubu Biznesu za „Wydarzenie medyczne roku 1992”
- 1993 – Tytuł „Warszawiak Roku 1992” za wydarzenie roku przyznany w plebiscycie czytelników Ekspresu Wieczornego i telewidzów Warszawskiego Ośrodka Telewizyjnego
- 1994 – Nagroda „Honorowy Srebrny As” przyznana przez Polish Promotion Corporation
- 1997 – Nagroda Fundacji św. Stanisława Kostki „Złote Serce Śląska” za zasługi w leczeniu osób z całkowitą głuchotą w Polsce
- 2000 – Nagroda Komitetu Badań Naukowych i telewizyjnego magazynu naukowego „Proton” za wybitne osiągnięcia naukowe – „Program implantów słuchowych wszczepianych do pnia mózgu w Polsce”
- 2002 – Nagroda „Eskulap 2001” w kategorii lekarz specjalista województwa mazowieckiego nadawana przez Ogólnopolską Sieć Informacji Medycznych i Mazowiecką Kasę Chorych
- 2003 – Nagroda JM Rektora Akademii Górniczo-Hutniczej im. St. Staszica w Krakowie pod nazwą „Trwały Ślad” za szczególne dokonania w ochronie zdrowia
- 2003 – Nagroda Miasta Stołecznego Warszawy w uznaniu zasług dla Stolicy Rzeczypospolitej Polskiej przyznana przez Radę Miasta Stołecznego Warszawy[60]
- 2003 – Medal i Tytuł Innowacji za prezentowane na Targach Innowacji Gospodarczych i Naukowych INTARG 2003 rozwiązanie innowacyjne pt. „Urządzenie do badań przesiewowych Kuba-Mikro” przyznane przez Jury Konkursu
- 2004 – Dyplom „Piękniejsza Polska” nadany przez Ruch „Piękniejsza Polska” pod patronatem Prezydenta Rzeczypospolitej Polskiej Aleksandra Kwaśniewskiego
- 2004 – Dyplom „Sukces Roku 2004” – Lider Medycyny w Ochronie Zdrowia Publicznego przyznany przez wydawnictwo Termedia
- 2005 – Honorowa Nagroda Zaufania „Złoty OTIS 2004”
- 2006 – „Konsyliarz Roku 2005” tytuł za udowodnienie, że w polskich warunkach możliwe jest stworzenie ośrodka klinicznego wyznaczającego najwyższe światowe standardy w dziedzinie technik implantacyjnych przyznany przez Magazyn Lekarzy „Konsyliarz”
- 2006 – „LAUDABILIS” odznaczenie przyznane przez Okręgową Radę Lekarską tytuł „Godny zaufania” za szczególne zasługi na rzecz Samorządu Lekarskiego;
- 2006 – „Dyplom Uznania” za światowe sukcesy w audiologii, za pionierskie osiągnięcia w przywracaniu słuchu przyznany przez Zarząd Główny Polskiego Towarzystwa Lekarskiego
- 2006 – „Perła Honorowa” – w dziedzinie nauki przyznana przez Kapitułę pod przewodnictwem prof. Janusza Lipkowskiego – wiceprezesa Polskiej Akademii Nauk
- 2007 – Nagroda Człowiek Roku 2007 w ochronie zdrowia
- 2007 – Tytuł „Człowiek Sukcesu 2006”
- 2008 – Honorowe Wyróżnienie Programu „Solidna Firma” za wyjątkowe połączenie talentów lekarza, wynalazcy, przedsiębiorcy i społecznika
- 2008 – Wyróżnienie rumuńskiego Ministerstwa Edukacji i Badań Naukowych przyznane podczas Brussels EXPO – INNOVA 2008
- 2008 – Nagroda zespołowa stopnia I dla prof. Henryka Skarżyńskiego
- 2009 – Wyróżnienie „Złoty Skalpel 2008”
- 2010 – Tytuł Honorowego Obywatela Warszawy[61]
- 2010 – „Oskar Polskiego Biznesu XX-lecia”
- 2010 – Dyplom na XLIV Zjeździe Polskiego Towarzystwa Otorynolaryngologów – Chirurgów Głowy i Szyi
- 2010 – Wyróżnienie „Złoty Skalpel 2010”
- 2010 – Wyróżnienie „Top Medical Trends 2010” przyznane przez Polskie Towarzystwo Medycyny Rodzinnej
- 2011 – 5. na Liście Stu najbardziej wpływowych osób w ochronie zdrowia w 2010 roku
- 2011 – Medal Honorowy przyznany przez Micheila Saakaszwiliego (Gruzja)
- 2011 – Tytuł „Benevolenti” za wspieranie inicjatyw pro społecznych Fundacji Pro Seniore i działalność charytatywną na rzecz lekarzy seniorów
- 2011 – Nagroda specjalna w Konkursie o Nagrodę Ministra Rozwoju Regionalnego „EUROLIDER 2011”
- 2012 – Statuetka Hipokratesa – wyróżnienie Polskiego Towarzystwa Medycyny Rodzinnej
- 2012 – Złoty Lider w kategorii Innowacyjne Pomysły w Ochronie Zdrowia
- 2012 – Nagroda Gospodarcza Prezydenta RP w kategorii „Innowacyjność” przyznana za opracowanie przez prof. Henryka Skarżyńskiego oryginalnej koncepcji rozbudowy infrastruktury Instytutu i opracowanie nowej – oryginalnej metody chirurgicznej oraz nowych narzędzi (elektrody) do leczenia częściowej głuchoty i przeprowadzenia pierwszych w świecie operacji u dzieci i dorosłych
- 2012 – „Wybitny Polak” w kategorii Nauka – nagroda przyznana przez kapitułę Konkursu Polskiego Godła Promocyjnego „Teraz Polska”
- 2012 – Specjalna Perła Honorowa za całokształt osiągnięć i dokonań w dziedzinie nauki i medycyny[62]
- 2012 – Nagroda Specjalna Elsevier Prix Galien w kategorii „Innowacyjne rozwiązanie informatyczne dla medycyny” za pierwszą w świecie Krajową Sieć Teleaudiologii
- 2012 – Złoty Laur Innowacyjności w kategorii: „budownictwo, konstrukcje, bezpieczeństwo, pożarnictwo” w II Ogólnopolskim Konkursie Naczelnej Organizacji Technicznej
- 2013 – Osobowość Roku 2012 XIII edycji konkursu Liderzy Roku w Ochronie Zdrowia
- 2013 – 2. miejsce na Liście Stu najbardziej wpływowych osób w polskiej służbie zdrowia „Pulsu Medycyny”
- 2013 – Nagroda Jubileuszowa – Złoty OTIS 2013 – medal Viribus Unitis za 10-letnią pracę na rzecz łączenia środowisk: lekarzy, farmaceutów, pacjentów, firm farmaceutycznych i mediów oraz aktywną politykę zagraniczną
- 2013 – Nagroda Specjalna oraz Medal im. Prof. Zbigniewa Religi za empatyczną postawę wobec pacjentów, szacunek i oddanie okazywane chorym, a także wielkie dokonania lekarza i menadżera
- 2013 – Drugie miejsce wśród Profesjonalistów Forbesa 2013 z Mazowsza w kategorii zawodowej „lekarz”
- 2013 – Podziękowanie za zaangażowanie w rozwój Polskiego Programu Promocyjnego Teraz Polska w dziedzinie Innowacji.
- 2014 – Nagrody Crystal Dragon of Success[63]
- 2014 – tytuł Honorowego Obywatela Miasta i Gminy Czyżew[64]
- 2014 – Człowiek Wolności w kategorii „Nauka” Plebiscytu telewizji TVN i Gazety Wyborczej[65]
- 2014 – laureat Plebiscytu Ministerstwa Nauki i Szkolnictwa Wyższego „Nauka to Wolność”[66]
- 2014 – Super Lodołamacz[67]
- 2014 – 2. miejsce w rankingu „Pulsu Medycyny” Lista Stu najbardziej wpływowych osób w polskiej medycynie[68]
- 2014 – 4. miejsce w rankingu „Pulsu Medycyny” Lista Stu najbardziej wpływowych osób w polskiej ochronie zdrowia[69]
- 2015 – Nagroda „Wiktor 2014” dla prof. Henryka Skarżyńskiego w kategorii „Osobowość Nauki i Kultury” przyznana przez Akademię Telewizyjną[70]
- 2015 – Prof. Henryk Skarżyński jako pierwszy Polak członkiem prestiżowego towarzystwa American Neurotology Society[71][72]
- 2015 – Złoty Laur „Super Biznesu” w kategorii „Nauka i biznes” dla prof. Henryka Skarżyńskiego za stworzenie unikalnej w skali świata placówki, w której działa interdyscyplinarny zespół lekarzy, inżynierów, fizyków[73][74][75]
- 2016 – pierwszy na Liście Stu 2015 najbardziej wpływowych osób w polskiej medycynie – tytuł przyznany przez redakcję niezależnej gazety profesjonalistów „Puls Medycyny” (obecny na Liście Stu najbardziej wpływowych osobistości w polskiej służbie zdrowia wg rankingu czasopisma „Puls Medycyny” od pozycji 46 do 1 we wszystkich dotychczasowych edycjach)[76]
- 2016 – wpisany do Panteonu Wynalazców i Odkrywców Polskich „w uznaniu wartości odkrywczych i wynalazczych jakie wniósł i wnosi do bogactwa ludzkości i rozwoju cywilizacji”[77]
- 2017 – nagroda „Buława Biznesu 2017” za wnoszenie największego wkładu w rozwój współpracy gospodarczej pomiędzy Polską a Ukrainą[78]
- 2017 – nagroda w konkursie „Rozwiązania technologiczne na rzecz osób z niepełnosprawnościami” przyznana przez Fundację „Promyk Słońca” oraz Związek Banków Polskich za wybitne osiągnięcia w zakresie tworzenia i wykorzystania nowych technologii na rzecz osób z niepełnosprawnościami[79]
- 2017 – statuetka VIP za organizację kolejnych edycji Międzynarodowego Festiwalu Muzycznego Dzieci, Młodzieży i Dorosłych „Ślimakowe Rytmy”[80]
- 2017 – dyplom za najlepiej zdany Państwowy Egzamin Specjalizacyjny w dziedzinie otorynolaryngologii dziecięcej w 2016 r.[81]
- 2017 – nagroda i tytuł „Przyjaciel Wydziału Inżynierii Materiałowej” za wieloletnią aktywną współpracę z Wydziałem, a także wkład w rozwój Wydziału i budowanie jego pozycji naukowej[82]
- 2018 – nagroda „Ambasador 25-lecia Welconomy”[83]
- 2018 – „Super Perła Gminy Nadarzyn” wyróżnienie specjalne Wójta Gminy Nadarzyn za wybitne osiągnięcia oraz przyczynianie się do promocji gminy i działalność na rzecz lokalnej społeczności[84]
- 2018 – nagrodzony jubileuszową statuetką „Viribus Unitis”[85]
- 2018 – nagroda specjalna przyznana przez redakcję Medexpress.pl w uznaniu za codzienną pracę na rzecz chorych, kierowanie się nieskazitelnymi zasadami, zaangażowanie i wrażliwość[86]
- 2018 – laureat III edycji konkursu „Polski Przedsiębiorca 2017 Gazety Polskiej Codziennie” w kategorii filantrop[87]
- 2019 – „Godło Promocyjne Orła Białego” za wybitne zasługi w przywracaniu ludziom radości z życia[88]
- 2019 – nagroda „Wektor Specjalny 30-lecia" przyznany przez organizację Pracodawcy Rzeczypospolitej Polskiej[89]
- 2019 – „Złote serce” od Stowarzyszenia Szlakiem Tęczy za wieloletnią pracę na rzecz niesłyszących i niedosłyszących pacjentów[90]
- 2019 – tytuł „Honorowy Ambasador Województwa Podlaskiego”[91]
- 2020 – Warszawska Nagroda Edukacji Kulturalnej za musical „Przerwana cisza”[92]
- 2020 – Nagroda Marszałka Województwa Mazowieckiego (Adama Struzika) za „bezcenny wkład w rozwój oraz pielęgnowanie mazowieckiej tradycji i kultury, a także za skuteczną promocję naszego regionu w kraju i na świecie”[93]
- 2021 – II miejsce w konkursie „100 lat medycznych innowacji w Polsce”[94]
- 2021 – tytuł „Osobowość Dekady” przyznany w konkursie „Osobowości i Sukcesy Roku 2021”[95]
- 2021 – II miejsce w kategorii nauka w plebiscycie „20 ludzi XX-lecia Newsweeka”[96]
- 2021 – Orzeł Stulecia „Rzeczypospolitej” w kategorii nauka[97]
- 2021 – Szmaragd Welconomy "dla osoby budzącej swoją postawą i działalnością nadzieję na rozwój naszego kraju"[98]
- 2021 – tytuł „Wizjoner telemedycyny i nowych technologii” – nagroda tygodnika „Do Rzeczy” przyznawana osobom, „które mają odwagę patrzeć w przyszłość, planować i wprowadzać zmiany w medycynie i systemie zdrowia”[99]
- 2021 – Nagroda Gospodarcza Prezydenta RP – nagroda indywidualna „za wybitne zasługi dla rozwoju polskiej gospodarki oraz przedsiębiorczości”[100]
- 2021 – wyróżnienie przyznane przez Iraqi Society of Otorhinolaryngologists Head and Neck Surgeons za wkład w edukację i wsparcie irackich specjalistów[101]
- 2022 – nagroda Innowator „Wprost” w kategorii Osobowość w Innowacji[102]
- 2023 – Honorowy członek Polsko-Amerykańskiego Towarzystwo Medycznego[103]
- 2023 – Orzeł „Wprost” dla Nauki – Nagroda Specjalna[104]
- 2023 – statuetka „Wybitna Osobowość Światowej Medycyny”[105]
- 2023 – pierwsze miejsce na „Liście Stu 2022” najbardziej wpływowych osób w polskiej medycynie[106]
- 2024 – tytuł honorowy Herkules polskiej i światowe medycyny przyznany przez Stowarzyszenie Dziennikarzy dla Zdrowia[107]
- 2025 – Nagroda im. Jerzmanowskich [108]